# Ларцонеј (Белуно)
Ларцонеј (итал. Larzonei) је насеље у Италији у округу Белуно, региону Венето.
Према процени из 2011. у насељу је живело 20 становника. Насеље се налази на надморској висини од 1582 м.